# Nearchaster musorstomi
Nearchaster musorstomi är en sjöstjärneart som beskrevs av Khwaja Muhammad Sultanul Aziz och Jacques Jangoux 1985. Nearchaster musorstomi ingår i släktet Nearchaster och familjen nålsjöstjärnor.
Artens utbredningsområde är Filippinerna. Inga underarter finns listade i Catalogue of Life.